# Neuvy-sur-Barangeon
Neuvy-sur-Barangeon – miejscowość i gmina we Francji, w Regionie Centralnym, w departamencie Cher.
Według danych na rok 1990 gminę zamieszkiwało 1221 osób, a gęstość zaludnienia wynosiła 18 osób/km² (wśród 1842 gmin Regionu Centralnego Neuvy-sur-Barangeon plasuje się na 322. miejscu pod względem liczby ludności, natomiast pod względem powierzchni na miejscu 24.).